# Leurophyllum angustixiphum
Leurophyllum angustixiphum är en insektsart som först beskrevs av Brunner von Wattenwyl 1895.  Leurophyllum angustixiphum ingår i släktet Leurophyllum och familjen vårtbitare. Inga underarter finns listade i Catalogue of Life.